# Phoenicopteriformes
Pour les articles homonymes, voir Flamant.
Phoenicopteridae
Ordre
Famille
Répartition géographique
Les Phoenicopteriformes sont un ordre de grands oiseaux aquatiques ne comprenant que la famille des Phoenicopteridae (ou phœnicoptéridés). Cette famille est constituée de trois genres et de six espèces vivantes connues sous le nom générique de flamants.

## Dénominations
Le terme flamant dérive du provençal flamen, terme qui évoquerait la couleur rouge du plumage rappelant le feu.

## Caractéristiques
Les flamants sont de grands oiseaux aquatiques (de 80 à 145 cm) à longues pattes et long cou. Ils ont un bec à l'aspect unique, dont la mandibule inférieure est plus développée que la supérieure. Ils peuvent ouvrir le bec en élevant la mandibule supérieure comme en abaissant l'inférieure.

## Écologie et comportement

### Alimentation
Les flamants se nourrissent par filtrage de crustacés et d’algues. Leur bec à la forme curieuse est particulièrement bien adapté à séparer la boue et la vase des aliments qu’ils consomment, et est utilisé à l’envers. Le filtrage des éléments nutritifs est facilité par une structure en peigne, des lamelles qui bordent les mandibules, et par une langue à la surface rugueuse.
La couleur des flamants provient des caroténoïdes de leur alimentation, issue de la cyanobactérie spiruline pour les Flamants nains et de la pigmentation de crustacés roses pour les autres espèces. Ces pigments sont principalement la canthaxanthine, la phoenicoxanthin et l'astaxanthine.

### Reproduction et élevage des jeunes

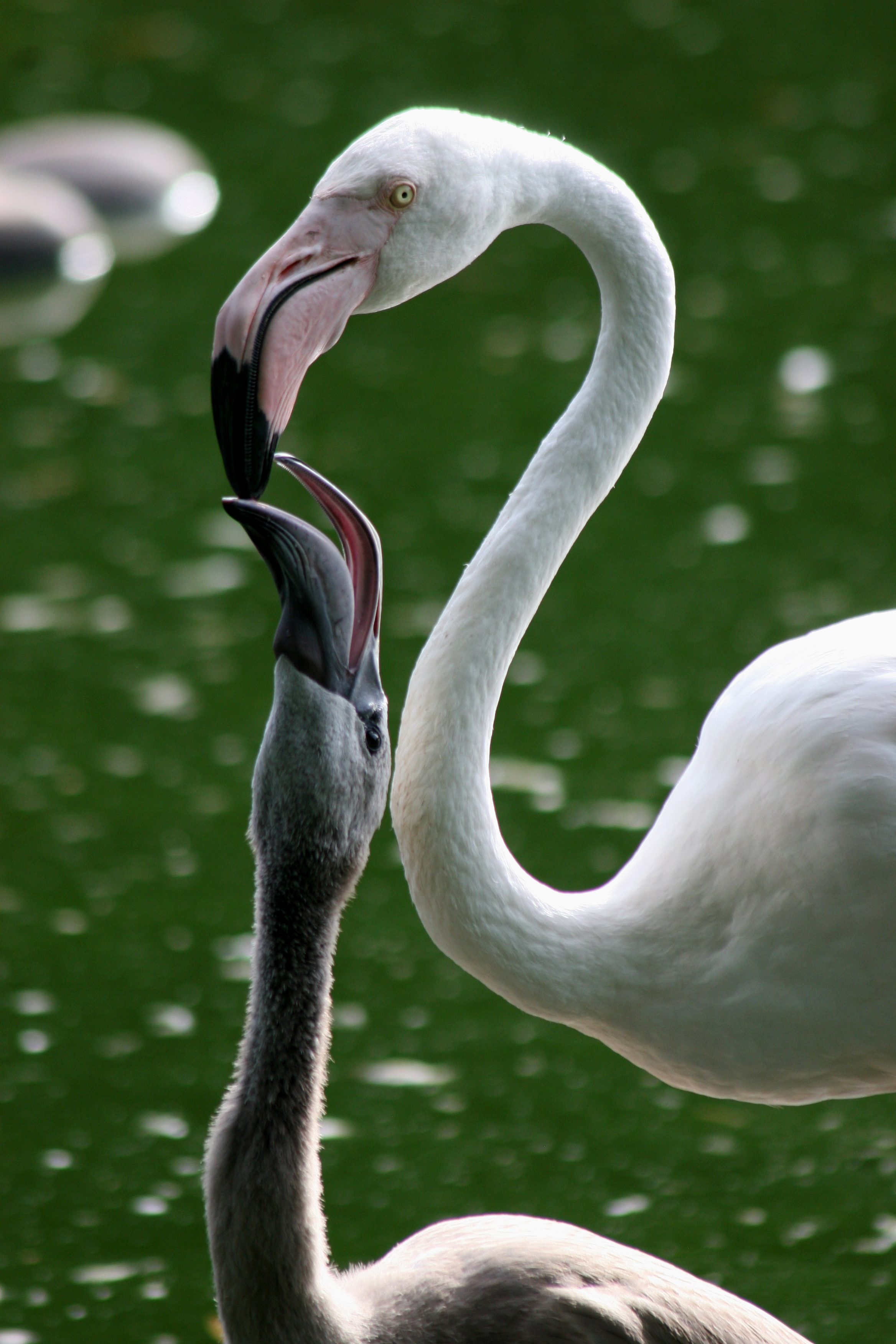
Flamant nourrissant son petit au lait de jabot

Les plus grandes espèces nichent et se nourrissent dans des milieux d’eau saline ou saumâtre. Les nids sont faits de boue agglomérée et ont la forme d’un monticule au sommet concave, dans lequel est pondu un unique œuf blanc.
Le poussin éclot avec un plumage blanc, mais les plumes de l’adulte ont une couleur allant de rose pâle à rouge vif, due aux caroténoïdes contenus dans les algues qu'ils mangent. On dit aussi souvent que la couleur est due à leur alimentation en crevettes, mais c'est parce que les crevettes elles-mêmes se nourrissent aussi de ces algues, incorporant leurs pigments, et les transmettant aux flamants lorsqu'elles sont mangées.
Tous les flamants possèdent 12 rémiges noires à chaque aile.
Les flamants produisent un « lait » similaire à celui des pigeons. Il contient plus de graisse et moins de protéines que chez ces derniers, et est produit par des glandes qui garnissent toute la partie supérieure du tractus digestif, et pas seulement le jabot. Les jeunes flamants sont nourris de ce lait pendant deux mois environ, jusqu’à ce que leur bec soit suffisamment développé pour pouvoir filtrer la nourriture. Le lait contient aussi des globules sanguins rouges et blancs.

## Habitats et répartition
Les flamants vivent en groupes dans les zones humides. Ils fréquentent les étendues d'eau peu profondes, normalement salées, saumâtres ou alcalines, tant sur le littoral qu'à l'intérieur des terres, du niveau de la mer jusqu'à près de 5 000 m d'altitude.
Ce sont des oiseaux grégaires que l’on rencontre à la fois dans le Nouveau (quatre espèces) et l’Ancien Monde (deux espèces) : Amérique du Sud et centrale, Afrique, Europe méridionale et Moyen-Orient.

## Classification
À la suite de travaux de phylogénie moléculaire (classification Sibley & Monroe), l'ordre des phoenicoptériformes a été supprimé, et la famille des phoenicoptéridés intégrée à l'ordre des ciconiiformes. Dans les classifications phylogénétiques plus récentes, l'ordre retrouve sa pertinence.

### Liste des genres et des espèces
D'après la classification de référence (version 14.1, 2024) de l'Union internationale des ornithologues, il y a six espèces de Phoenicopteriformes réparties en trois genres.
Liste par ordre phylogénique :
- Phoenicopterus Linnaeus, 1758 (3 espèces) ;
  - Phoenicopterus roseus Pallas, 1811 – Flamant rose ;
  - Phoenicopterus ruber Linnaeus, 1758 – Flamant des Caraïbes (aussi appelé Flamant de Cuba et Flamant rouge) ;
  - Phoenicopterus chilensis Molina, 1782 – Flamant du Chili ;
- Phoeniconaias Gray,GR, 1869  (1 espèce) ;
  - Phoeniconaias minor (Geoffroy Saint-Hilaire, É, 1798) – Flamant nain ;
- Phoenicoparrus Bonaparte, 1856 (2 espèces) ;
  - Phoenicoparrus andinus (Philippi, 1854) – Flamant des Andes ;
  - Phoenicoparrus jamesi (Sclater, PL, 1886) – Flamant de James.

Les six taxa sont inscrits à l'annexe II de la Cites.

### Phylogénie
Le cladogramme ci-dessous montrant les relations phylogénétiques entre les six espèces de flamants existantes est basé sur une étude de Roberto Frias-Soler et de ses collaborateurs publiée en 2022.
| Phoeniconaias  | Flamant nain (Phoeniconaias minor)                                                                                      |
|                | Flamant nain (Phoeniconaias minor)                                                                                      |
| Phoenicoparrus | \| \| Flamant des Andes (Phoenicoparrus andinus) \| \| \| \| \| \| Flamant de James (Phoenicoparrus jamesi) \| \| \| \| |
|                | \| \| Flamant des Andes (Phoenicoparrus andinus) \| \| \| \| \| \| Flamant de James (Phoenicoparrus jamesi) \| \| \| \| |
|                | Flamant des Andes (Phoenicoparrus andinus)                                                                              |
|                | |
|                | Flamant de James (Phoenicoparrus jamesi)                                                                                |
|                | |

|  | Flamant des Andes (Phoenicoparrus andinus) |
|  |                                            |
|  | Flamant de James (Phoenicoparrus jamesi)   |
|  |                                            |

|  | Flamant du Chili (Phoenicopterus chilensis)                                                                          |
|  | |
|  | \| \| Flamant rose (Phoenicopterus roseus) \| \| \| \| \| \| Flamant des Caraïbes (Phoenicopterus ruber) \| \| \| \| |
|  | |
|  | Flamant rose (Phoenicopterus roseus)                                                                                 |
|  | |
|  | Flamant des Caraïbes (Phoenicopterus ruber)                                                                          |
|  | |

|  | Flamant rose (Phoenicopterus roseus)        |
|  |                                             |
|  | Flamant des Caraïbes (Phoenicopterus ruber) |
|  |                                             |

| Phoeniconaias  | Flamant nain (Phoeniconaias minor)                                                                                      |
|                | Flamant nain (Phoeniconaias minor)                                                                                      |
| Phoenicoparrus | \| \| Flamant des Andes (Phoenicoparrus andinus) \| \| \| \| \| \| Flamant de James (Phoenicoparrus jamesi) \| \| \| \| |
|                | \| \| Flamant des Andes (Phoenicoparrus andinus) \| \| \| \| \| \| Flamant de James (Phoenicoparrus jamesi) \| \| \| \| |
|                | Flamant des Andes (Phoenicoparrus andinus)                                                                              |
|                | |
|                | Flamant de James (Phoenicoparrus jamesi)                                                                                |
|                | |

|  | Flamant des Andes (Phoenicoparrus andinus) |
|  |                                            |
|  | Flamant de James (Phoenicoparrus jamesi)   |
|  |                                            |

|  | Flamant du Chili (Phoenicopterus chilensis)                                                                          |
|  | |
|  | \| \| Flamant rose (Phoenicopterus roseus) \| \| \| \| \| \| Flamant des Caraïbes (Phoenicopterus ruber) \| \| \| \| |
|  | |
|  | Flamant rose (Phoenicopterus roseus)                                                                                 |
|  | |
|  | Flamant des Caraïbes (Phoenicopterus ruber)                                                                          |
|  | |

|  | Flamant rose (Phoenicopterus roseus)        |
|  |                                             |
|  | Flamant des Caraïbes (Phoenicopterus ruber) |
|  |                                             |

### Filmographie
- Les Ailes pourpres : Le Mystère des flamants, documentaire américain de 2008.